# Ein Kind, ein Hund, ein Vagabund
Ein Kind, ein Hund, ein Vagabund ist ein deutsches Verwechslungslustspiel aus dem Jahre 1934 von Arthur Maria Rabenalt mit Viktor de Kowa, Annemarie Sörensen und einem Bernhardiner in den Hauptrollen.

## Handlung
Der junge Florian führt ein recht unstetes Leben und existiert immer knapp am Existenzminimum. Darum zeigt er Interesse an der jungen Angelika von Rehberg, die er als Baronesse reich wähnt. Bei ihrem Vater will er sich vorstellen, ist aber ziemlich unsicher, da von diesem ersten Eindruck alles abhängt. Kurz zuvor nimmt Florian zusammen mit seinem besten Freund Roland eine Kajakfahrt, die in die Gegend des Landsitzes der Rehbergs führt. Im letzten Moment verlässt Florian der Mut, und er büxt aus. Er „stiehlt“ von einer Vogelscheuche die Kleidung und läuft nunmehr als „Vagabund“ durch die Gegend. Auf seinem Weg entlang der Straße begegnet er dem kleinen Jupp, einem Ferienkind, das seinem Gastvater, dem strengen Polizisten Willig entflohen ist, um einer befürchteten Strafe zu entgehen. Als Dritter im Bunde schließt sich der Bernhardiner Rinaldo dem kleinen Trupp an, ebenfalls ein Ausreißer aus dem Hause Willig.
Auch Baronesse Angelika hat Muffensausen vor der ersten Begegnung mit Florian, den sie nicht kennt, denn diese arrangierte Eheanbahnung basiert nicht auf Liebe. Sie rückt gleichfalls vor diesem Kennenlernen aus und besucht gegen den Willen des Vaters eine Kirmes in einer nahe gelegenen Kleinstadt. Um nicht erkannt zu werden, streift sie die Kleider ihrer Zofe über. In diesem Outfit lernt Angelika dort Florian in seinen abgewetzten Vogelscheuchen-Klamotten kennen. Beide kennen sich nicht und verlieben sich doch sofort ineinander. Als Freund Roland dazustößt und Angelika in den Zofenkleidern sieht, gerät bald alles durcheinander, denn er beginnt sich für die echte Zofe Agnes zu interessieren, die nun aber nicht mehr wie eine Zofe aussieht. Währenddessen lassen sich Angelika und Florian bei dem Jahrmarktsfotografen gemeinsam ablichten, und plötzlich hat das entstehende Paar auf diese Art sein erstes gemeinsames Braut-und-Bäutigam-Foto. Schließlich klärt sich alles auf, und bei einem ausgelassenen Jahrmarktsfest können dann gleich zwei Paare ihre Verlobung verkünden.

## Produktionsnotizen
Ein Kind, ein Hund, ein Vagabund wurde von Anfang bis Mitte September 1934 in den Tobis-Ateliers in Berlin-Johannisthal gedreht und am 29. November 1934 in zwei Berliner UFA-Lichtspieltheatern (Kurfürstendamm und Friedrichstraße) uraufgeführt.
Die Texte zu der Komposition von Harald Böhmelt lieferte Robert A. Stemmle. Fritz Maurischat entwarf die Filmbauten, die der Kollege Karl Weber umsetzte. Frank Clifford übernahm die Produktionsleitung, Hans Schönmetzler die Aufnahmeleitung.

## Staatliche Rezeption, Verbot, politische Auswirkungen und filmhistorische Bedeutung
Der inhaltlich völlig banale Film ist nur aus einem Grund von filmhistorischer Bedeutung und hat, einmalig im nationalsozialistischen Kinogeschehen des Dritten Reichs, aus höchst ungewöhnlichen und völlig anderen als erwarteten Gründen Geschichte geschrieben: Ihn ereilte am 12. Januar 1935 ein von der Filmprüfstelle ausgesprochenes Aufführungsverbot, aber nicht etwa aus politischen bzw. ideologischen Gründen oder weil man nachträglich feststellen musste, dass Juden an der Herstellung von Ein Kind, ein Hund, ein Vagabund beteiligt gewesen wären. Ein Kind, ein Hund, ein Vagabund traf vielmehr den ganz persönlichen Bannstrahl des Propagandaministers Joseph Goebbels, der an diesem Streifen und dem genau eine Woche früher in exakt denselben Kinos angelaufenen Lustspiel Die Liebe siegt ein Exempel statuieren wollte: Goebbels befand, dass die künstlerische Qualität dieser beiden von zwei kleinen Produktionsfirmen hergestellten Streifen unterirdisch schlecht sei.
In der Begründung für das von Goebbels bereits Ende November 1934 ausgesprochene Verbot, das auch nach einer erneuten Vorlage von der Oberprüfstelle bestätigt wurde und im Januar 1935 schließlich rechtskräftig wurde, hieß es in der offiziellen Verlautbarung: Es handele sich bei beiden Filmen um „seichte und geschmacklose Machwerke“. In beiden Fällen, so die Urteilsbegründung, sei „mit vollkommen phantasielosen Mitteln verfahren worden, hat man die am Film tätigen künstlerischen Kräfte mißbraucht, um die geschmack-, niveau- und geistlose Verblödungsware herzustellen, und Arbeiten zustande zu bringen, die zwar zu polizeilichen und zensurmäßigen Maßnahmen keinen Anlaß gaben, aber die stärksten geschmacklichen Bedenken hervorriefen.“ Weiters wurde darauf hingewiesen, dass die Verbote ausgesprochen worden seien, um den deutschen Filmherstellern klarzumachen, dass die Reichsregierung nicht länger gewillt sei, unterdurchschnittliche Filmware von, wie es hieß, „künstlerisch gewissenlosen Filmproduzenten“ weiterhin widerspruchslos zu dulden, auch wenn dies damit begründet wäre, dass sich nur solch leichtgewichtiges Material im Ausland verkaufen ließe. Diese Filme seien, so war weiters zu lesen, derart schlecht gewesen, dass man durch Drehbuchänderungen, eventuell durchzuführende Schnitte oder Nachdrehs auch nichts mehr an der als ungenügend empfundenen Qualität hätte ändern können. In der Verbotsbegründung wurde zugleich der Hoffnung Ausdruck verliehen, dass dieses Verbot ein heilvolles Warnsignal an die deutsche Filmindustrie sei, um in Zukunft stärker auf die Qualität zu achten.
Wie in der nachfolgenden Analyse der Österreichischen Film-Zeitung (ÖFZ) kritisiert wurde, sei dieser signifikante Eingriff in die deutsche Filmherstellung seitens des deutschen Propagandaministeriums jedoch nur dazu angetan, die Verunsicherung in der Zusammenarbeit künstlerischer Kräfte einerseits mit zahlungskräftigen Finanziers und der Goebbels-Behörde andererseits extrem zu fördern. Musste bislang jedes Drehbuch dem Reichsfilmdramaturgen zur Genehmigung einer Verfilmung schon deshalb vorgelegt werden, um die erhoffte, polizeiliche Zensur-Freigabe zugesichert zu bekommen, so müssten nunmehr auch andere, nämlich künstlerische Merkmale, die kaum vorher zu garantierenden Qualitätszusagen bedeuteten, berücksichtigt werden. Kritisiert wurde in der ÖFZ vor allem auch die dadurch von der deutschen Regierung forcierte Verschärfung politischer Einflussnahme auf die Drehbuchherstellung. Die Causae Die Liebe siegt und Ein Kind, ein Hund, ein Vagabund würden auch bedeuten, dass der Reichsfilmdramaturg, anders als bisher, starken Einfluss auf jedwede Drehbuchherstellung bekäme und es kaum mehr Möglichkeiten gäbe, einen Film vor einem Verbot zu bewahren, da spätere Drehbuchkorrekturen ein Verbot nicht mehr verhindern würde. Kompromisse wären daher in Zukunft unmöglich, und eine Drehbuchablehnung durch die Behörde wäre somit auch nicht mehr durch nachträgliche Änderungen abzuwehren. Die Österreichische Film-Zeitung wies weiters darauf hin, dass sich Filmfinanziers durch diese neue Rechtslage fortan sehr überlegen würden, überhaupt noch ihr Geld in die Herstellung von Filmen zu investieren, da die Gefahr eines Totalverlustes der getätigten Investition zu groß geworden sei.
Im Übrigen wurde Ein Kind, ein Hund, ein Vagabund nach einer Reihe von Schnitten unter dem neuen Titel Vielleicht war‘s nur ein Traum am 15. August 1935 wiederaufgeführt.